# 히비키 료가
히비키 료가(일본어:響 良牙,ひびき りょうが)는, 타카하시 루미코의 만화 작품 및 그것을 원작으로 하는 애니메이션 「란마 1/2」에 등장하는 가공의 인물. 애니메이션에서의 성우는 야마데라 코이치(山寺宏一)이다.

## 인물
머리에 감은 반다나와 덧니, 항상 가지고 다니는 초중량의 파수우산이 트레이드 마크이다. 사오토메 란마가 후린칸 고등학교 앞에 다니던 남자고등학교 동창생으로 매일 점심 때 매점의 빵을 겨뤄 란마와 싸웠지만 항상 패배했다. 애니메이션판에서는, 란마와는 중학교의 동급생이었다고 하는 설정으로 되어 있다(이것은 애니메이션판에서는 이야기가 고등학교 1학년의 봄부터 개시되기 때문이다. 란마는 후린칸 고등학교 이전에는 고등학교에 다니지 않고, 중학교 재학 중에 중국으로 건너갔다고 하는 시계열).
극도의 길치로 어디서나 노숙을 할 수 있도록 텐트 등을 넣은 배낭을 메고 있다. 성격은 단순하고 성실하며 변장이나 거짓말에 속는 경우가 많다. 또, 생각이 심하고 망상벽도 있어, 그것이 원인이 되어 소란을 일으킬 수도 있다. 아카네를 포함한 텐도가의 인간 이외에는 처음에는 냉담하고 무뚝뚝했지만 나중에는 사교적이 되었다. 처음에는 란마에 승부를 걸기 위해 야토나 아침 달리기를 하기도 했지만, 나중에는 란마에 승부를 걸 때는 율의에게 텐도도장을 보내고 나서 승부가 나는 형태가 되었다.
당초, 변신 체질이 된 경위(아래 참조)로부터 란마에 강한 미움을 품고 있어, 그와 다른 사람과의 결투에 즈음해 각종 방해 행위를 행하고, 불쾌한 발언을 하는 등 악의적인 언동이 눈에 띄었지만, 점차 변신 체질 개선이나 료가가 외사랑을 하고 있어, 란마의 약혼녀인 텐도 아카네를 둘러싸고 협력해 행동하는 일이 많아진다. 또, 「약한 자 왕따는 매우 싫어」한 주의로, 란마가 핫포사이의 괴롭힘으로 약체화되었을 때에는 경쟁자들 중 유일하게 란마의 편에 붙어 있었고, 약체화된 란마에 대해 굵은 눈물을 흘리고 있었다. 절규온천 애슬레틱에 참가했을 때는 일시적으로 란마와 짝을 지어, 란마가 「료가와 내가 짝을 이루면 천하무적」이라고 발언하고 있는 것으로부터, 서로의 실력은 인정하고 있는 모습.
자택은 텐도가 옆 마을에 있다. 가족으로서는 부모와 애완견인 시로쿠로가 있지만 부모도 아들과 마찬가지로 극도의 길치로 작중에서는 한 번도 등장하지 않았다. 길치 때문에 가족이 집을 비우는 경우가 많기 때문에 집 현관에는 빈집 퇴치의 덫이 설치되어 있다. 또 집에는 선물을 두고 돌아갈 뿐이고, 집에는 격투가다운 특징은 특별히 없다.

### P짱
구내매점의 빵 쟁탈전에서 란마에게 계속 졌기 때문에 란마에게 결투를 신청한다. 그러나 료가는 길을 잃고, 약속한 날로부터 4일 후에 겨우 결투 장소에 도착했을 때, 란마는 수행을 위해 중국으로 떠나고 있었다. 란마를 따라 료가도 중국으로 건너가지만, 우연히 주천향에 들렀을 때, 여자란마가 흑돈익천에 발로 차 떨어뜨려 찬물을 쓰면 검은 아기 돼지가 되고, 뜨거운 물을 쓰면 원래대로 돌아가는 체질이 되어 버린다.
그 후, 란마와 흑돼지 상태의 료가의 전투를 본 아카네가, 「란마가 흑돼지를 괴롭히고 있다」라고 착각해 료가를 보호해, Pig로부터 P짱이라고 이름 붙여 자신의 애완동물로 만든다. 쿠로부타 상태에서는 흔히 식재료로서 요리되고 있다.(판다화한 현마와 주취안고 가이드에 요리되기 시작했을 때는 「광동풍 레바닐라 탕수육」(애니메이션에서), 란마에의 애처 도시락으로서 샴푸에 요리되기 시작했을 때는 「쿠로부타의 냉천 광동풍 부요소스 걸이」라고 하는 요리명이 붙여져 있다).
「료가=P짱」임을 알고 있는 사람은, 란마, 사오토메 겐마, 텐도 소운, 주센고 가이드, 코론, 샴푸, 무스, 운룡 아카리 8명이다. 아카네는 료가가 물을 뒤집어쓰고도 변신하지 않은 것을 목격하고 있으며 그래서 료가는 변신 체질이 없다고 생각한다. 란마도 동정하여 아카네에게 「료가=P짱」의 사실을 들키지 않도록, 료가에게 협력하고 있다. 아카네에게 뜨거운 물로 몸을 씻길 뻔했을 때는 알려지기 싫어서 억지로 뜨거운 물을 마시고 있다. 주천향의 저주에 걸린 다른 인물은 대부분의 주요 인물에게 변신 체질을 알려져 있는 데 반해, 료가의 변신 체질은 아카네 이외의 주요 인물에게도 잘 알려져 있지 않다.(당의 아카네도 「료가=P짱」의 사실은 깨닫지 못하고 있지만, 애니메이션에서는 주천향에 떨어진 인물인 것을 일단 깨닫고 있다).
또한 시라토리 아즈사에게 강제로 소유되었을 때는 샤를로트라고 명명되어 있지만, 아즈사에게도 정체를 알려지는 일은 없었다.
팬더화된 겐마와 함께 작품의 마스코트적인 존재가 되고 있다.

## 연애
자신을 란마로부터 보호하고 P양으로 귀여워하는 텐도 아카네의 모습에 호의를 품는다. 아카네의 일은 「아카네씨」라고 부르고, 이후 「아카네씨 외길」을 자칭. 아카네에게 호의를 품고 있기 때문인지 소운은 '아버지'라고 부르고 있다. 종종 아카네에게 마음을 전하려 하지만 번번이 질투한 란마(여자 란마가 되어 허수아비, 여동생, 집의 하녀 등으로 변장)에게 방해를 받아 이룰 수가 없다. 그러나 한편으로 여성에 대해서는 무절조한 점도 있어, 란마의 변장에 속았을 때는 란마에 육박하는 일도 몇 번인가 있다. 등장한 지 얼마 되지 않았을 때는 아카네와 란마가 나무 위에 있는 것도 개의치 않고 습격을 하거나, 아카네의 머리가 잘려 버리는 직접적인 원인을 만들어도 별로 기죽는 기색이 없는 등 여성에 대해서도 뻔뻔한 태도를 취하고 있었다.
원작 만화의 종반에서는 운류 아카리에게 첫눈에 반해 펜팔로 교제를 시작한다. 그러나 아카네에 대한 생각을 버리지 않고 아카리와 아카네 두 사람이 동시에 자택을 방문했을 때는 두 사람 사이에서 망설이고 있었다. 최종회 시리즈의 봉황산편에서도 소유하는 사진꽂이에 아카네와 아카리 두 사람의 사진을 넣고 있어(중간에 아카네의 사진을 떨어뜨려 버려, 그 이후는 난마가 가지고 있었다), 마지막까지 아카리 외길이 되는 일은 없었다. 덧붙여 아카네에게의 선물의 유통기한이 끝나기 전에 텐도 도장에 도착하는 이유를 「사랑의 힘」이라고 말하고 있었지만, 최종회에서는 아카리에게의 선물의 유통기한이 끝나 버렸다.
아카리가 등장하기 전까지는 쿠온지 우쿄와 콤비를 이뤄 등장하는 경우가 많았다. 애니메이션에서는 아카리가 등장하지 않기 때문에 우쿄와의 콤비에 중점을 두고 있다. 아카네는 인간 상태의 료가에게도 호감을 품고 있어, 란마를 질투하게 할 목적으로 료가와 데이트를 한 적도 있지만, 아카네는 료가와는 어디까지나 「좋은 친구」로서 접하고 있어, 자신이 료가의 여자친구가 될 생각은 전무하다. 이 아카네의 의사는 명확하게 선언된 것도 있어서 양아도 깨닫고 있고, 또 아카네는 어쩌고 저쩌고 난마에 호의를 가지고 있다는 것도 깨닫고 있는 섬세한 면도 함께 가진다.

## 손재주
전투력은 높고 란마도 료가를 자신의 유일한 라이벌로 인정하고 있다. 처음에는 특별히 강하다는 것은 아니었지만, 후에 콜론으로부터 「폭쇄점혈」을 터득했을 때, 수행을 통해서 비정상적으로 강해졌다(란마가 말하기를 「괴물 수준」. 아카네가 있는 이유로 철주를 사용해 마음껏 료가를 몇번이나 때린 적이 있지만, 머리를 포함해 어디를 맞아도 전혀 효과가 없어, 철주 쪽이 찌그러져 버렸다).
- 두건 투척: 첫 등장 시 대결 시 사용. 회전하여 칼과 같은 날카로움을 가진 반다나를 무차별적으로 투척한다. 몇 장 던져도 없어지지 않는다. 유사계에 자신이 사용하는 번우산의 투척도 있다. 두고두고 란마와의 결투를 비롯한 대결 중에서는 날렵한 도구를 사용하지 않은 이 전투에서는 자신의 벨트를 풀어 막대처럼 단단하게 만들고, 그것으로 검처럼 베는 전법도 사용하고 있습니다만, 이쪽도 나중의 전투에서는 사용되지 않았다. 이 벨트를 사용한 싸움에서 벨트가 날아가 버려서 아카네의 머리를 의도치 않게 잘라 버렸다.
- 폭쇄점혈(ばく砕點穴): 코롱으로부터 전수받은 기술이다. 만물에 있는 폭쇄의 경혈을 검지로 찔러서 분쇄함. 다만 어디까지나 본래의 용도는 토목 작업용 기술로, 인체에는 효과가 없어 코롱은 그것을 료가 본인에게도 말없이 전수하고 있었다. 료가는 이 기술의 습득 과정에서 몇 번이나 바위에 격돌하거나, 폭쇄점 구멍의 여파로 부서진 바위를 맞음으로써 강인한 타격 강도를 갖추게 된다. 코롱은 기술의 습득보다 그쪽이 노림수였다. 이동 수단으로 활용할 때가 많아 땅이나 암벽을 분쇄하여 란마 앞에 나타나기도 하고, 또 길을 잃었을 때 일단 발밑에 구멍을 뚫어 땅속을 이동하기도 한다. 게임에서는 잔해를 부수어 피해를 주는 기술이다.